# Olivio Sozzi
Olivio Sozzi (Catania, 14 ottobre 1690 – Ispica, 31 ottobre 1765) è stato un pittore italiano, tra i maggiori della prima metà del XVIII secolo in Sicilia.

## Biografia
Studia disegno a Palermo, dove si sposa con Caterina Cappello, la cui ricca dote gli permette di proseguire gli studi. Nel 1729 si trasferisce a Roma presso la bottega di Sebastiano Conca. Durante il soggiorno romano assimila la lezione del classicismo romano e instaura rapporti di amicizia con Corrado Giaquinto.
Nel 1732, tornato a Palermo, nasce il figlio primogenito Francesco Sozzi di cui sarà il primo maestro.
Nel 1763 viene chiamato a Ispica da Francesco Saverio Statella per decorare a fresco la Basilica di Santa Maria Maggiore. Qui realizza i ventisei affreschi della chiesa, considerati fra i massimi capolavori del XVIII secolo in Sicilia.
Muore due anni dopo, il 31 ottobre 1765, cadendo da un'impalcatura allestita sulla Cappella Grande dell'Assunta, mentre con il genero Vito D'Anna sta ritoccando a tempera gli affreschi della Basilica di Santa Maria Maggiore. È sepolto nell'angolo destro della stessa Cappella.
Dipinge, insieme al figlio Francesco, Santi Padri orientali a Mezzojuso, nella Chiesa di Santa Maria di Tutte le Grazie.

## Opere

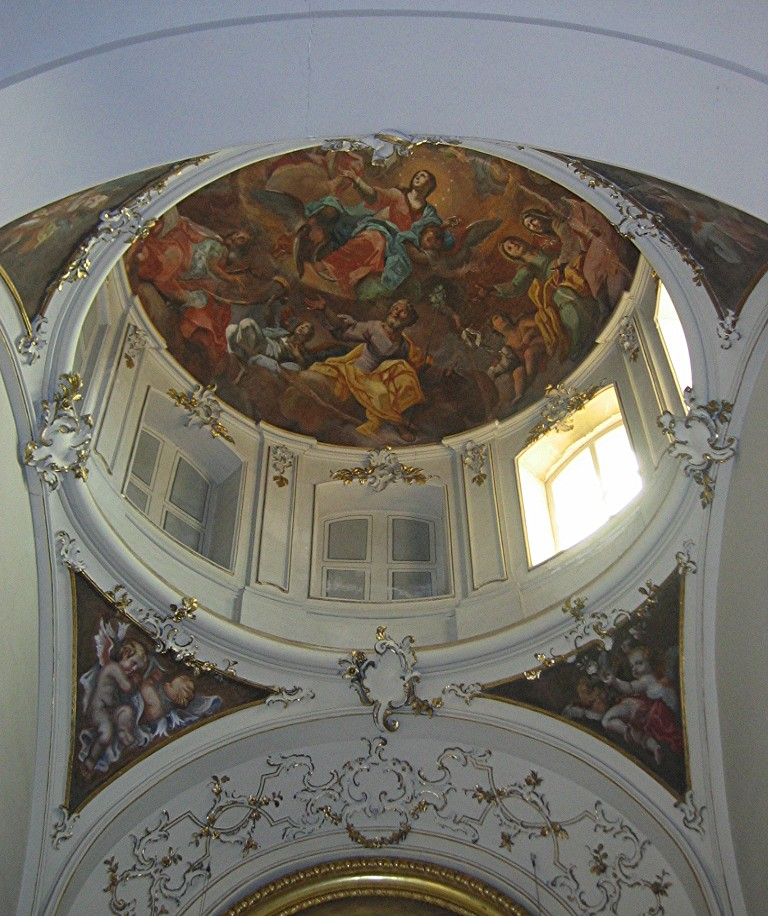
Affreschi della Cupola, Chiesa di San Francesco d'Assisi all'Immacolata.

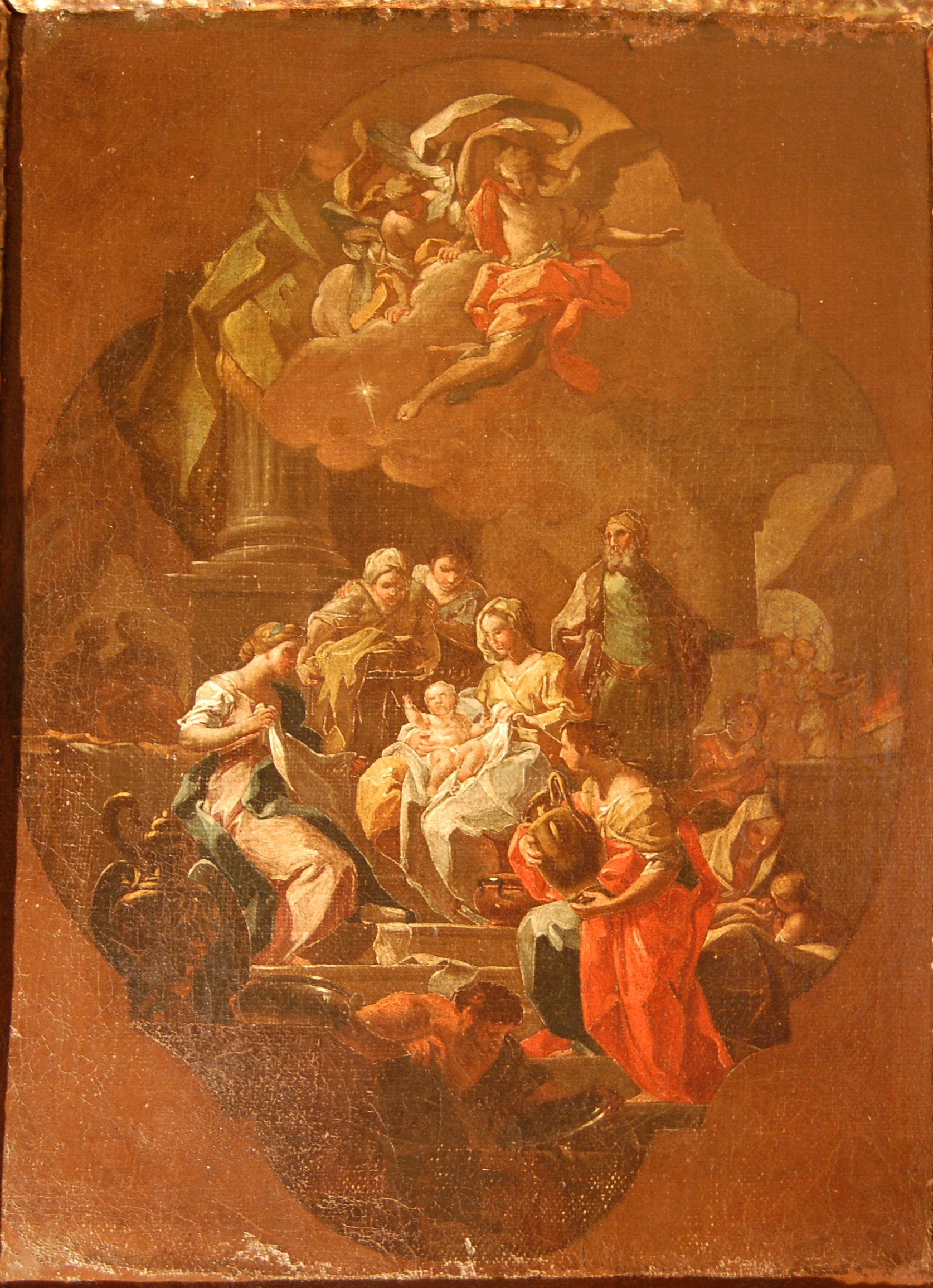
Bozzetto della Natività di Maria, Santuario di Santa Maria della Stella.

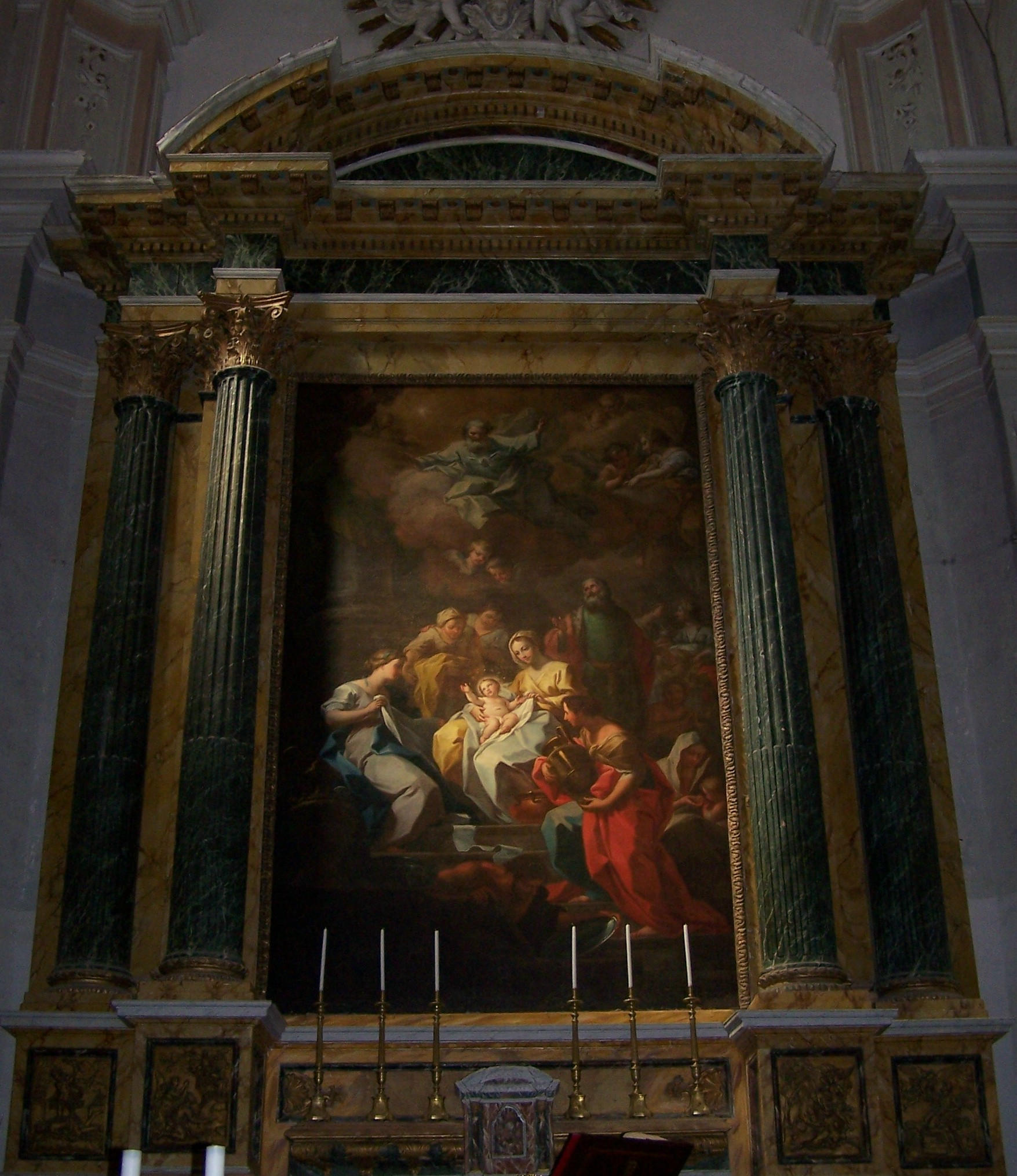
Natività di Maria, Santuario di Santa Maria della Stella.

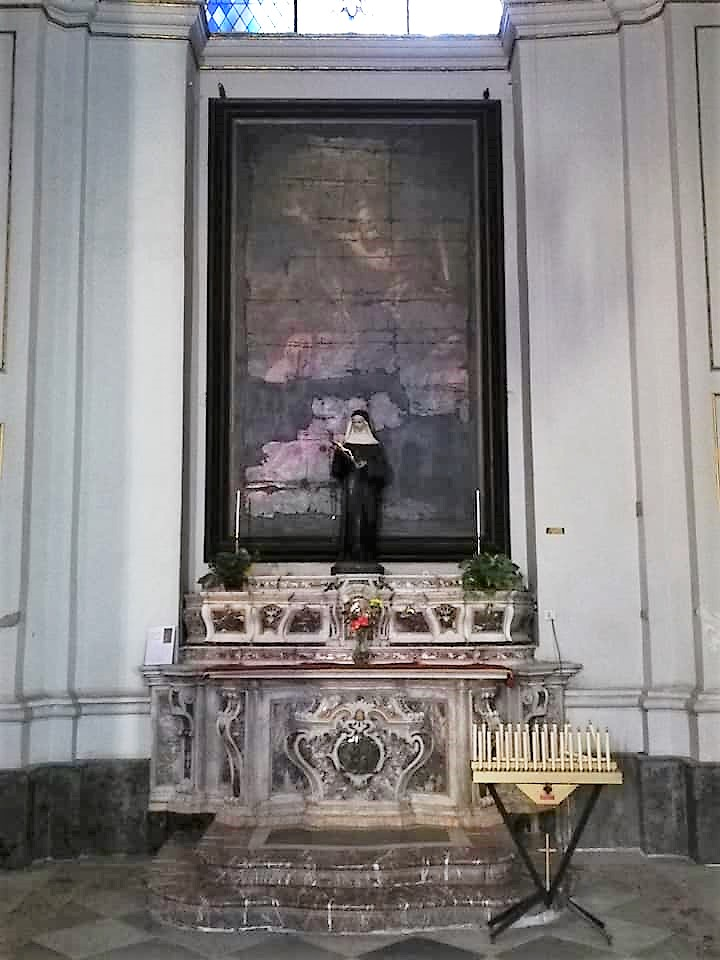
Sant'Elia, santuario della Madonna del Carmine di Catania.

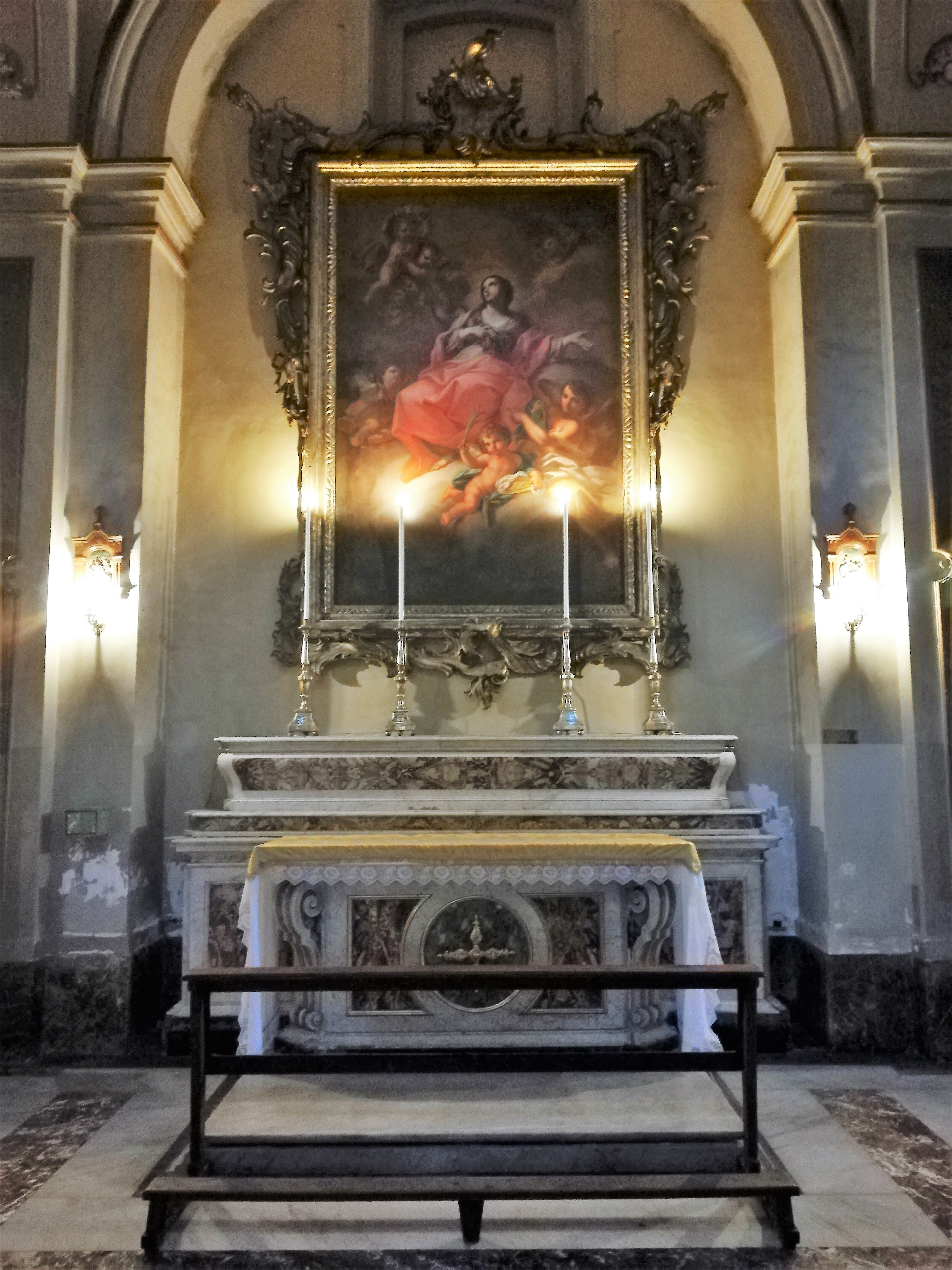
Sant'Apollonia, basilica collegiata di Maria Santissima dell'Elemosina di Catania.

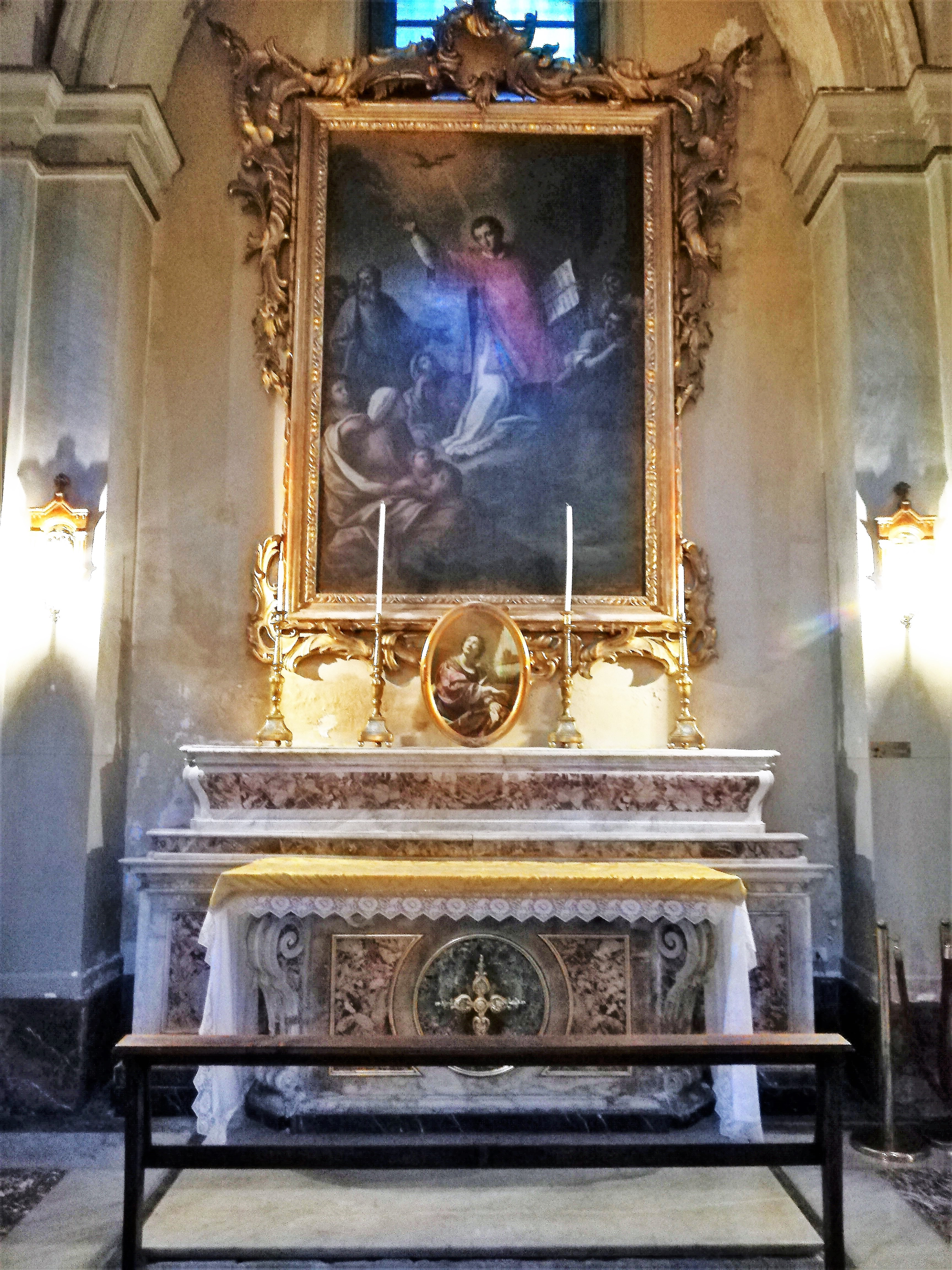
Sant'Euplio, basilica collegiata di Maria Santissima dell'Elemosina di Catania.

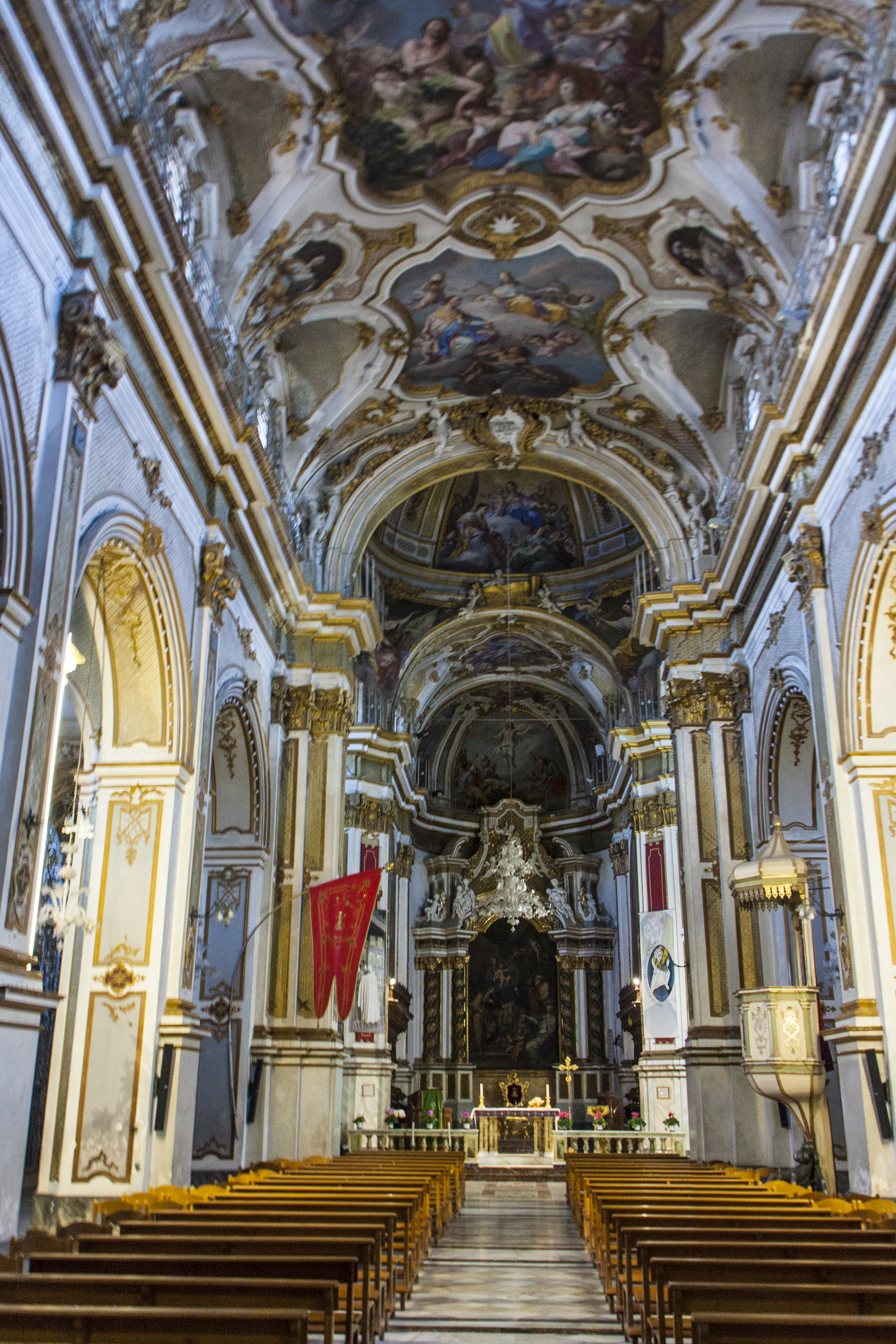
Ciclo di affreschi, basilica di Santa Maria Maggiore di Ispica.

### Agrigento e provincia
- 1751, Musa Saturnia, affresco, opera presente nella volta del Palazzo Bella - Cammarata di via Umberto I, Campobello di Licata.

### Catania e provincia

#### Catania
- 1750, Santa Apollonia, dipinto, opera custodita nella basilica Maria Santissima dell'Elemosina
- 1750 circa, San Euplio, dipinto, opera custodita nella basilica Maria Santissima dell'Elemosina
- XVIII secolo, Virtù Teologali, affreschi, opere presenti sui pilastri della crociera della chiesa di San Francesco d'Assisi all'Immacolata
- XVIII secolo, Madonna delle Grazie raffigurata con San Giuseppe e Benedetto da Norcia, dipinto custodito nella cappella eponima della chiesa di San Giuliano
- XVIII secolo, Ciclo, affreschi con tema l'ordine dei gesuiti, opere realizzate in collaborazione del genero Vito D'Anna nella cupola della chiesa di San Francesco Borgia[3]
- 1755 - 1756, Ciclo, affreschi e quadroni culminanti con il Trionfo di Pallade, opere documentate nella libreria degli Studi, altri nell'ala di tramontana e di levante dell'Università di Catania[3]
- XVIII secolo, Ciclo, affreschi, opere documentate nella Galleria del cavaliere Rosario Scuderi Buonaccorsi.[3]
- XVIII secolo, San Benedetto, affresco, opera documentata nel parlatorio del monastero della Santissima Trinità.[3]
- XVIII secolo, San Giovanni Battista battezza Nostro Signore, olio su tela, opera documentata nel monastero della Santissima Trinità[3]
- 1750, Sant'Elia, olio su tela, opera custodita nel santuario della Madonna del Carmine[3]
- XVIII secolo, Immacolata Concezione, olio su tela, opera custodita nella chiesa di Santa Chiara.[3]
- 1766, Trionfo delle Clarisse, affresco, opera realizzata nella volta della chiesa di Santa Chiara.
- XVIII secolo, Opere documentate nella chiesa di Santa Maria dell'Ogninella:
  - Crocifisso, olio su tela[3]
  - Madonna e Sant'Andrea Avellino, olio su tela[3]
- XVIII secolo, San Filippo Neri, olio su tela, opera documentata nella chiesa di Santa Maria dell'Itria[3]
- XVIII secolo, San Vincenzo Ferreri, olio su tela, opera documentata nella chiesa di Santa Caterina da Siena o Santa Caterina del Rosario del convento dei religiosi dell'Ordine domenicano oggi sede dell'Archivio di Stato[3]
- XVIII secolo, Vergine, San Giovanni e la Maddalena ai piedi della croce, olio su tela, opera proveniente dalla chiesa di San Giuseppe al Transito, custodita nel Museo diocesano

#### Linguaglossa
- XVIII secolo, Sacrificio pagano e Preghiera cristiana - Mosè e il serpente di bronzo, affreschi, attribuzione, opere presenti nel transetto del duomo di Santa Maria delle Grazie.

#### Militello in Val di Catania
- 1760 circa, Natività di Maria, pala d'altare, opera custodita nel chiesa di Santa Maria della Stella.[4]

### Enna e provincia
- 1759, Committenza dell'abate Girolamo Colonna, dei canonici e del priore dell'abbazia di San Filippo d'Agira
  - Madonna con il Bambino raffigurata tra Benedetto da Norcia e San Basilio
  - Sant'Agata in gloria
  - Santissimo Crocifisso raffigurato con la Maria Vergine Addolorata e la Maddalena penitente
  - Sacra Famiglia
- XVIII secolo, Chiesa di Santa Margherita di Agira
  - Addolorata
  - Quattro Evangelisti

### Messina e provincia
- 1737 - 1740, Opere custodite nel duomo di San Nicola di Bari di Gioiosa Marea
  - Cristo deposto dalla Croce sostenuto da un angelo alla presenza dell'Addolorata, di Santa Maria Maddalena e di San Giovanni Evangelista, olio su tela
  - Cristo Redentore raffigurato tra San Rocco, San Giovanni Evangelista, Santa Barbara e Febronia di Nisibis da Patti con uno scorcio di Gioiosa Guardia, olio su tela
  - Madonna dell'Itria, dipinto autografo "Olivio Sozzi Anno Domini 1737", olio su tela
  - Trinità in Gloria raffigurata con Vincenzo Ferreri, Francesco da Paola e Antonio abate, olio su tela
  - Vergine con Bambino in Gloria attorniata da Santa Lucia e Santa Rosalia, olio su tela
  - Vergine con Bambino in Trono attorniati da Gaetano Thiene e Antonio di Padova, olio su tela
  - Vergine con Bambino che liberano un'anima dalla perdizione raffigurati fra San Giuseppe e in basso dalle anime del Purgatorio, olio su tela
- 1740 circa, Opere custodite nella chiesa Santa Maria delle Grazie di Gioiosa Marea
  - San Pietro e altri Santi che intercedono presso la Madonna del Carmelo per le anime del purgatorio, olio su tela
  - San Michele Arcangelo e l'Angelo Custode, olio su tela.

#### Tusa
- XVIII secolo, ?, dipinto su tela, opera custodita nella chiesa di San Pietro proveniente dalla chiesa di Santa Maria di Loreto delle Benedettine

### Palermo e provincia

#### Mezzojuso
- XVIII secolo, Santi Padri orientali, affreschi, opere presenti nella chiesa di Santa Maria di tutte le Grazie

#### Palermo
- 1730 circa, Opere documentate nella chiesa di San Giacomo la Marina[3]
  - Adorazione dei magi, Purificazione di Maria Vergine, quadroni[5]
  - Deposizione di Gesù Cristo con Maria Vergine o Pietà, olio su tela[6]
  - San Giacomo, olio su tela[6]
  - Madonna della Grazia raffigurata con San Francesco di Sales, San Filippo Neri, San Carlo Borromeo, olio su tela[6]
  - Sacra Famiglia raffigurante San Gioacchino, Sant'Anna, San Giuseppe, Maria bambina, olio su tela[7]
  - San Pietro, olio su tela.[7]
  - Immacolata Concezione con i Sette Angeli raffigurata con Francesco di Sales, Filippo Neri, Carlo Borromeo, olio su tela.[7]
- 1735, Santa Chiara e le Clarisse, dipinto, opera proveniente dal monastero di Valverde e custodita nella chiesa di Santa Chiara.[8]
- 1738, Allegorie e trionfo dell'Immacolata, Santi Padri e Fondatori di ordini religiosi, affreschi dei medaglioni centrali e laterali della volta della chiesa dell'Immacolata Concezione a Porta Carini.[9]
- 1740 circa, Ciclo, Trionfo degli Ordini religiosi sulla volta, Padri fondatori degli Ordini religiosi sui pennacchi, Giuditta e Oloferne, Le Virtù cardinali uccidono il serpente, affreschi, opere presenti nella volta della chiesa dell'Immacolata Concezione al Capo[10]
- 1740 circa, Opere custodite nella chiesa di San Sebastiano
  - Gesù e Il serpente di bronzo nei quadroni, Quattro Evangelisti nei pennacchi, affreschi[11]
  - San Sebastiano curato dalla Matrona romana Irene, affresco sopra porta.
- 1745, Giudizio di Paride, affresco, raro esempio di pittura di carattere mitologico realizzato dall'artista, opera presente nelle volte del salone di rappresentanza (Sala Dell'Incarico con affresco Pomo della Discordia) di Palazzo Drago Ajroldi di Santacolomba
- XVIII secolo, La Madonna incorona San Filippo Neri, olio su tela, opera custodita nella Galleria Regionale di Palazzo Abatellis
- XVIII secolo, Opere custodite nella chiesa di Santa Maria della Catena
  - Vergine che incorona Santa Brigida, Santa Brigida in gloria e Cristo che gli mostra il suo costato insanguinato, affreschi, Cappella di Santa Brigida[12]
  - Ciclo, affreschi, opere documentate nella controfacciata, volta e cappellone[12]
  - San Gregorio Taumaturgo, dipinto, opera documentata nella Cappella di San Gregorio Taumaturgo[12]
- XVIII secolo, Ciclo raffigurante la Lavanda dei piedi, Ultima cena, Crocifissione, Orazione di Gesù nell'Orto degli ulivi, dipinti su quadroni, opere presenti nella Cappella di Nostra Signora della Soledad dell'ex chiesa di San Demetrio
- 1765, Dipinto, opera documentata nella Cappella dello Sposalizio di San Giuseppe della chiesa di Santa Maria della Pace[13]

### Ragusa e provincia

#### Ispica
Basilica di Santa Maria Maggiore:
- 1763 - 1765, Ciclo d'episodi tratti dal Vecchio e Nuovo Testamento complesso di 26 affreschi culminanti con il Trionfo della Fede, il Trionfo della Croce e il Trionfo della Mensa Eucaristica nella navata centrale. Vergine in Gloria a destra e Cristo che vince sul peccato originale o Trionfo del Redentore a sinistra del transetto. Episodi di vita di Martiri, Vergini, Fondatori degli ordini religiosi, Patriarchi e Profeti raffigurati nella cupola, le Virtù Cardinali. I Continenti esplorati nei pennacchi angolari, l'Ascensione, Spirito Santo, Apostoli nella calotta e Dio Padre nella volta dell'abside.
- 1761, Vergine con Santi raffigurata tra gli appestati che, per intercessione di San Rocco, Santa Rosalia, Santa Lucia, Gaetano di Thiene, San Gregorio Papa, chiedono alla Madre di Dio la liberazione dall'epidemia, presbiterio.

### Siracusa e provincia
- XVIII secolo, Ciclo, affreschi, attribuzione d'opere presenti nella chiesa dell'Annunziata di Avola.[14]

#### Melilli
Basilica di San Sebastiano:
- 1759 - 1763, Gloria di San Sebastiano e la Beata Vergine mediatrice di tutte le Grazie, due medaglioni raffiguranti il Trionfo della Fede e la Pace e la Giustizia, dipinti su tela applicati al legno del soffitto della navata centrale. Ai margini quattro dipinti a tempera raffiguranti le virtù cardinali: Prudenza, Giustizia, Fortezza e Temperanza. Medaglioni a tempera raffiguranti le Virtù: navata sinistra le allegorie Fortezza, Verginità, Devozione, Misericordia, Purezza e Obbedienza. Navata destra: Umiltà, Grazia divina, Fede, Costrizione, Castità, Vittoria e Costanza;[15]
- 1752, San Vincenzo Ferreri, dipinto, opera presente nella cappella eponima;[15]
- 1754 circa, Martirio di San Sebastiano, dipinto distrutto, una copia sostituisce l'originale sull'altare maggiore;
- 1754 circa, San Sebastiano che nelle catacombe conforta Marco e Marcellino, dipinto presente in sacrestia;
- 1754 circa, San Sebastiano dinanzi a Diocleziano dopo il martirio delle frecce.

Duomo di San Nicolò:
- 1762, Trionfo della fede, dipinti su tele incastonate nel soffitto.[15]

#### Noto
Chiesa di San Francesco all'Immacolata:
- 1750, Sant'Antonio da Padova predica ai pesci;[16]
- 1750, San Francesco in estasi.[16]

#### Sortino
- XVIII secolo, Madonna della Divina Provvidenza e Crocifissione, olio su tela, opere custodite nella chiesa di San Antonio Abate.

### Bozzetti e disegni
- 1763, Bozza per l'affresco centrale della basilica di Santa Maria Maggiore a Ispica, raffigurante il Vecchio e il Nuovo Testamento, opera custodita al Museo del Louvre di Parigi.
- XVIII secolo, La nascita della Madonna, bozzetto per la pala d'altare, opera custodita nella Stanza del Tesoro della chiesa di Santa Maria della Stella di Militello in Val di Catania.

#### Attribuzioni incerte
- 1763, Sant'Agata, inchiostro e biacca, disegno preparatorio per una tela di Olivio Sozzi per la chiesa di Santa Maria Latina di Agira. Attribuzione incerta: Olivio o Francesco Sozzi, opera custodita nella Galleria Regionale di Palazzo Abatellis di Palermo.[2]
- XVIII secolo, Madonna del Rosario[17] raffigurata con Domenico di Guzmán, Tommaso d'Aquino, il papa Onorio III, Rosa da Lima, Caterina d'Alessandria e la beata Margherita di Savoia, dipinto altrimenti attribuito a Francesco Manno, olio su tela, opera custodita nella chiesa di Santa Maria della Pietà di Palermo.
- XVIII secolo, tela rappresentante l'Immacolata presente nella chiesa dei Cappuccini di Vittoria.

## Riconoscimenti
- Il 24 febbraio 1908 la basilica di Santa Maria Maggiore di Ispica è divenuta Monumento Nazionale per i dipinti a opera di Olivio Sozzi.
- A lui è dedicata una via adiacente a Santa Maria Maggiore a Ispica.
- Un busto che lo ritrae si trova all'interno della Basilica Santa Maria Maggiore di Ispica, come anche nella Villa Bellini a Catania.